# Polystictus
Genre
Polystictus est un genre de passereaux de la famille des Tyrannidés. Il se trouve à l'état naturel en Amérique du Sud,.

## Liste des espèces
Selon la classification de référence du Congrès ornithologique international (version 9.1, 2019) :
- Polystictus pectoralis — Tyranneau barbu, Tyranneau du Paraguay (Vieillot, 1817)
  - Polystictus pectoralis bogotensis (Chapman, 1915)
  - Polystictus pectoralis brevipennis (von Berlepsch & Hartert, 1902)
  - Polystictus pectoralis pectoralis (Vieillot, 1817)
- Polystictus superciliaris — Tyranneau bridé, Tyranneau des campos (zu Wied-Neuwied, 1831)